# Espira-de-l'Agly
Espira-de-l'Agly là một xã thuộc tỉnh Pyrénées-Orientales trong vùng Occitanie phía nam Pháp. Xã này nằm ở khu vực có độ cao trung bình 36 mét trên mực nước biển.
Thị trấn này cách Perpignan 12 km. 